# Die Tango-Königin
Die Tango-Königin ist ein deutsches Stummfilm-Lustspiel rund um den argentinischen Tanz mit Hanni Weisse in der Titelrolle. Regie führte Max Mack.

## Handlung
Der schmucke Ferdinand liest eines Tages in der Zeitung von einem Wettbewerb, der ausgeschrieben wurde. Dabei soll diejenige Person gefunden werden, die am besten den argentinischen Modetanz Tango vorführen kann. Als Partnerin würde sich hervorragend seine kesse Freundin Mie eignen, doch beim Üben ist Ferdinand derart von ihrem, wie er findet, mangelnden Talent enttäuscht, dass es zum ernsthaften Zerwürfnis kommt. Jedes Ladenmädel könne besser tanzen als sie, wirft er ihr an den Kopf. Da sieht Ferdinand eines Tages auf der Straße in einem Hinterhof ein junges Mädchen mit viel Anmut und Grazie zu den Klängen eines Leierkastens tanzen und ist entzückt. Hanni heißt die Kleine, und sie soll unbedingt seine Tangopartnerin werden! Nachdem Ferdinand das Mädchen komplett neu eingekleidet hat, organisiert er einen Tangolehrer namens Schüftan, der Hanni den letzten Tanzschliff geben soll.
Mie, noch immer sauer auf ihren Ferdinand, hat sich ihren Zweitfreund Lulu genommen und ihn dazu verdonnert, mit ihr ebenfalls an diesem Tangotanzwettbewerb teilzunehmen. Auch er, ein schmucker Leutnant, der sich deutlich besser zu Parademärschen zu bewegen versteht, soll bei Schüftan Tango tanzen lernen. Doch Lulu ist talentfrei, und so gelingt es Mie, den Tanzlehrer dazu zu überreden, selbst ihr Tanzpartner beim Wettbewerb zu werden. Am Tag des Finales geschieht Hanni ein Missgeschick: sie lässt die Eintrittskarte in einem Auto liegen und wird zunächst nicht in den Tanzsaal vorgelassen. In den Klamotten eines Botenjungen schmuggelt sie sich aber doch noch hinein und kann, nach einem Kleidertausch, endlich anfangen zu tanzen. Mie und Schüftan tanzen göttlich, aber Hanni erkennt in ihm ihren Tanzlehrer, und die dürfen als Profis an derlei Wettbewerben nicht teilnehmen. Hanni verpetzt den Schummler beim Preisgericht und wird so schließlich die Tango-Königin!

## Produktionsnotizen
Die Tango-Königin, auch unter der Schreibweise Die Tangokönigin geführt, entstand im Herbst 1913 im Vitascope-Atelier in Berlins Lindenstraße 32–34 Berlin-Marienfelde, besaß drei Akte und passierte im November 1913 die Filmzensur. Die Uraufführung fand, je nach Quelle, am 28. November bzw. 5. Dezember 1913 statt.

## Historischer Hintergrund
Die Tango-Königin ist einer von mehreren deutschen (z. B. Tangofieber mit Ernst Matray und Tangozauber mit Danny Kaden) und internationalen Filmen, die 1913 den Tango als Filmthema entdeckten. Der argentinische Tanz eroberte in diesem Jahr Deutschland allerorten. Die Tango-Manie ging sogar so weit, dass Kaiser Wilhelm II. am 20. November 1913 per Erlass seinen Soldaten verbot, Tango zu tanzen.

## Kritik
„Eine der lustigsten und ausgelassensten Filmdarstellerinnen, Hanny [sic!] Weisse … wurde von der Vitascope veranlaßt, in einer lustige Posse ihre entzückenden Beine über die Filmleinwand hüpfen zu lassen. (…) Das Stück bietet große Unterhaltung. Die Tango-Königin ist wirklich königlich lustig.“